# Trochocyathus patelliformis
Trochocyathus patelliformis är en korallart som beskrevs av Stephen D. Cairns 1999. Trochocyathus patelliformis ingår i släktet Trochocyathus och familjen Caryophylliidae. Inga underarter finns listade i Catalogue of Life.